# واندرلي سانتوس
واندرلي سانتوس (بالبرتغالية: Wanderley Santos Monteiro Júnior‏) (مواليد 11 أكتوبر 1988) في كامبيناس في البرازيل لاعب كرة قدم برازيلي يجيد اللعب في الهجوم .
لعب سابقاً في عدة أندية برازيلية أبرزها ناديي فلامنغو وكروزيرو بالإضافة إلى العربي القطري والشارقة الإماراتي ووقع مع نادي النصر في عام 2016 .

## روابط خارجية
- واندرلي سانتوس على موقع قاعدة بيانات كرة القدم.إي يو (الإنجليزية)
- واندرلي سانتوس على موقع Soccerway.com (الإنجليزية)